# Shanghai Star
Shanghai Star (上海英文星报, Thượng Hải Anh văn tinh báo) là một tuần báo tiếng Anh được phát hành tại Thượng Hải, Trung Quốc từ năm 1992 đến 2006. Cơ quan chủ quản của báo là China Daily có trụ sở tại Bắc Kinh.